# Kleiner Flechtenbär
Der Kleine Flechtenbär (Setina aurita), auch Gelber Mottenspinner, ist ein Schmetterling (Nachtfalter) aus der Unterfamilie der Bärenspinner (Arctiinae).

## Merkmale
Die Falter erreichen eine Flügelspannweite von 25 bis 32 Millimetern. Sie haben weißlich-gelbe bis orangegelbe Vorderflügel, auf denen ein schwarzes Adernetz, das bis kurz vor die Flügelspitzen geht, zu sehen ist. Am Außenrand um die Spitzen sind schwarze Punkte aufgereiht. Es gibt aber auch Exemplare, auf denen das Adernetz fehlt und stattdessen am ganzen Flügel schwarze Punkte sichtbar sind. Die Flügelzeichnung hängt stark von der bewohnten Höhenlage ab. Über 2.000 Meter haben die Falter ausschließlich die Streifenzeichnung, während man darunter zunehmend Tiere mit Punktzeichnung findet. 
Die Raupen werden etwa 22 Millimeter lang und sind schwarz. Sie haben an fünf Längsreihen gelbe Flecken. Ihre Haare sind außergewöhnlich lang und schwarz. 

### Ähnliche Arten
- Steinflechtenbär (Setina irrorella)
- Rauchflügliger Flechtenbär (Setina roscida)

## Vorkommen
Die Tiere kommen nur in den Alpen zwischen 1000 und 3000 m in offenem und steinigem Gelände und steinigen, sonnigen Wiesen vor. Sie sind auf diesem Gelände sehr häufig. Die Flugzeit hängt stark von der Höhenlage ab und variiert von April bis Oktober.

## Lebensweise
Sie sind tagaktiv und fliegen auch in der Nacht keine Lichtquellen an, wie es andere tagaktive Bärenspinner tun. 

### Nahrung der Raupen
Die Raupen fressen Gelbflechten (Xanthoria parietina) und andere Flechten. 

### Entwicklungsgang
Die Weibchen legen ihre Eier auf Steinen ab. Die Raupen fressen nach dem Schlüpfen Flechten, die auf den Steinen wachsen. Wenn sie nicht fressen, verstecken sie sich unter Steinen. Sie überwintern als Raupe, sind an milden Wintertagen aktiv und nehmen sogar Nahrung zu sich. Je nach Höhenlage verpuppen sie sich nach einem bis drei Jahren in einem feinen Gespinst unter Steinen. 